# Oum el Assel
Oum-el-Assel (în arabă أم العسل) este o comună din provincia Tindouf, Algeria.
Populația comunei este de 3.183 de locuitori (2008).